# Partido judicial de Calahorra
El Partido judicial de Calahorra es uno de los 3 partidos judiciales en los que se divide la Comunidad Autónoma de La Rioja, siendo el partido judicial n.º 2 de la provincia de La Rioja.

## Composición
Comprende las localidades de Aguilar del Río Alhama, Alcanadre, Aldeanueva de Ebro, Alfaro, Arnedillo, Arnedo, Ausejo, Autol, Bergasa, Bergasillas Bajera, Calahorra, Cervera del Río Alhama, Corera, Cornago, Enciso, Galilea, Grávalos, Herce, Igea, Munilla, Muro de Aguas, Navajún, Ocón, Pradejón, Préjano, Quel, El Redal, Rincón de Soto, Santa Eulalia Bajera, Tudelilla, Valdemadera, El Villar de Arnedo, Villarroya, Zarzosa.
La cabeza de partido y por tanto sede de las instituciones judiciales es Calahorra. Cuenta con tres Juzgados de Primera Instancia e Instrucción.